# Southern Railway (Angleterre)
Pour les articles homonymes, voir Southern Railway.

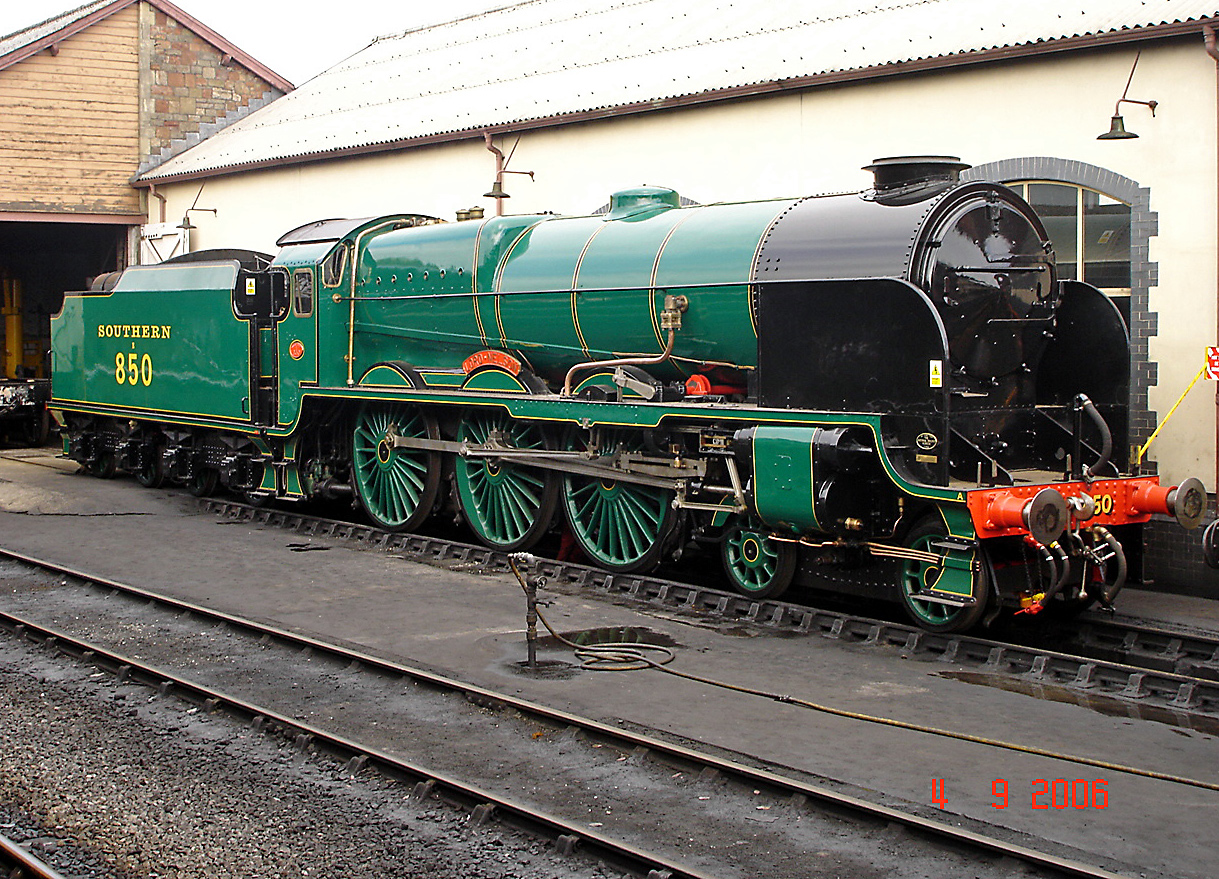
Locomotive Lord Nelson 850 de la compagnie, conservée.

La Southern Railway (Chemin de fer du Sud, SR) est une ancienne compagnie ferroviaire britannique créée en 1923 lors du regroupement des compagnies prôné par le « Railways Act 1921 ». Les trains de cette compagnie relient alors la ville de Londres aux ports situés sur la Manche, le sud-ouest de l'Angleterre (Cornouailles), les stations balnéaires du la côte sud de l'Angleterre  et le Kent.
La Southern Railway est formée en 1923 de plusieurs petites compagnies dont la London & South Western Railway (LSWR), la London, Brighton and South Coast Railway (LBSC) et la South Eastern and Chatham Railway (SECR).
La ville d'Eastleigh dans le Hampshire était le centre des ateliers de la compagnie.
Avec la London, Midland and Scottish Railway, la Great Western Railway et la London and North Eastern Railway, la SR appartient à ce que l'on appelle communément au Royaume-Uni les « Big Four » (les Quatre grandes). Elle est aussi la seule des quatre d'opérer entièrement sur le territoire anglais (les autres aussi desservent l'Écosse et le pays de Galles).
La compagnie est finalement intégrée à la British Railways lors de la nationalisation de 1948, à la suite du « Railways Act 1947 ».